# Liste der Bodendenkmale in Gommern
In der Liste der Bodendenkmale in Gommern sind alle Bodendenkmale der Stadt Gommern und ihrer Ortsteile aufgelistet. Grundlage ist die Veröffentlichung der Landesdenkmalliste mit Stand vom 25. Februar 2016.  Die Baudenkmale sind in der Liste der Kulturdenkmale in Gommern aufgeführt.
| Denkmal-ID | Fundart             | Ortsteil | Bezeichnung                             | Zeitstellung           | Lage                                                                                     | Bemerkungen | Bild |
| ---------- | ------------------- | -------- | --------------------------------------- | ---------------------- | ---------------------------------------------------------------------------------------- | --- | ---- |
| 428300188  | Grabmal             | Dornburg | Steinpackungsgrab                       | Bronzezeit             | nordöstlich (Lage)                                                                       | mitten auf dem Feld befinden sich 2 größere Anhöhen, beide sind als Naturdenkmale gekennzeichnet – auffällig viele rundliche Feldsteine auf und an den Hügeln |      |
| 428300189  | Befestigung > Burg  | Dornburg | überbaute Uferrandburg                  | undatiert              | südwestlich (Lage)                                                                       | teilweise scheint die Fläche mit in den Hochwasserschutz (alt) integriert zu sein                                                                             |      |
| 428300545  | Grabmal             | Gommern  | Gräberfeld – „Rittergut“                | undatiert              | Dünnengelände, „Pilm“, westlich (Lage)                                                   | Das Gräberfeld als „obertägiges Bodendenkmal“ ist nur durch seine markante Lage auf dem Dünengelände „Pilm“ zu erkennen.                                      |      |
| 428300546  |                     | Gommern  | Siedlung                                | Ur- und Frühgeschichte | Dünengelände, Schutthagen, westlich ()                                                   | |      |
| 428300547  | Befestigung > Burg  | Gommern  | überbaute Niederungsburg                | undatiert              | dicht südlich (Lage)                                                                     | Alte Wasserburg, Innenhof zugänglich, außerhalb Zugang nur über Gartenverein.                                                                                 |      |
| 428300540  | Wüstung             | Ladeburg | Grabenwerk, Wüstung, eventuell Landwehr | Mittelalter            | ca. 2 km nordwestlich von Göbel (Lage)                                                   | Zufahrt aus Leitzkau, Landschaftsschutzgebiet |      |
| 428300545  | Befestigung > Burg  | Leitzkau | überbaute Burganlage, Schloss, Kloster  | undatiert              | im Norden des Ortes (Lage)                                                               | |      |
| 428300195  | Befestigung > Wall  | Leitzkau | Landwehr                                | undatiert              | ca. 2 km südlich von Leitzkau (Lage)                                                     | Landwehr ‚nutzt‘ Entwässerungskanal (alt) – Entwässerung wird noch heute genutzt                                                                              |      |
| 428300197  | Befestigung > Wall  | Leitzkau | Landwehr                                | undatiert              | Landwehrabschnitte durch Straße und Parkplatz unterbrochen, ansonsten durchgängig (Lage) | |      |
| 428300548  | Befestigung > Burg  | Menz     | Burghügel                               | undatiert              | Kirche von Menz (Lage)                                                                   | randbebauter Burghügel – auf dem Hügel befindet sich eine evangelische Kirche                                                                                 |      |
| 428300571  | Grabmal > Grabhügel | Vehlitz  | Grabhügel                               | Vorrömische Eisenzeit  | Zufahrtsstraße zu Tontagebau Vehlitz ()                                                  | |      |
| 428300568  | Befestigung         | Wahlitz  | ehemalige Befestigung                   | undatiert              | südwestlich am Ende des Klusdammes (Lage)                                                | Klusklause, Alte Burgwarte, Reste einer Bebauung auf einem Hügel, in der Nähe alte Brücke, welche später zur Burg geführt haben könnte                        |      |